# Chamitataxus
Chamitataxus – wymarły monotypowy rodzaj ssaka drapieżnego z podrodziny Taxidiinae w obrębie rodziny łasicowatych (Mustelidae), zamieszkujących Amerykę Północną pod koniec miocenu 6 mln lat temu. 

## Etymologia
- Chamitataxus: hiszp. Chamita „mała Chama”, Meksyk (w aluzji do formacji, z której wydobyto skamieliny); nowołac. taxus „borsuk”, od pragerm. þahsuz „borsuk”[1].
- avitus: łac. avitus „rodowy, bardzo stary”, od avus „dziadek”[1].

## Charakterystyka
Został opisany na podstawie niemal kompletnej czaszki znalezionej w 1935 i sklasyfikowanej jako Chamitataxus avitus. Spośród 3 rodzajów borsuków kiedykolwiek żyjących w Ameryce Północnej, Chamitataxus był najprymitywniejszy.
Z tych 3 znanych rodzajów jedynie borsucznik amerykański (Taxidea taxus) przetrwał do naszych czasów. Trzeci rodzaj, Pliotaxidea, jest znany wyłącznie ze skamielin.
Jak dotąd udało się znaleźć jedynie jedną czaszkę Chamitataxus avitus. Na podstawie analiz za pomocą promieniowania rentgenowskiego udało się zbadać wewnętrzną strukturę czaszki tego wymarłego drapieżnika.